# 댄즈비 스완슨
제임스 댄즈비 스완슨(영어: James Dansby Swanson, 1994년 2월 11일 ~ )는 미국의 야구 선수로, 메이저 리그에 소속되어 있는 시카고 컵스의 유격수이다.

## 선수 경력

### 아마추어 시절
2012년 메이저리그 드래프트에서 38라운드 1158순위로 콜로라도 로키스에 지명되었지만 이를 거부하고 밴더빌트 대학교에 진학하였다.

### 애리조나 다이아몬드백스 시절
2015년 메이저리그 드래프트에서 1라운드 1순위로 애리조나 다이아몬드백스에 지명되었다.

### 애틀랜타 브레이브스 시절
2015년 12월 9일에 애리조나 다이아몬드백스와 애틀랜타 브레이브스의 트레이드를 통해 애틀랜타 브레이브스로 이적하게 되었다. 2016년 8월 17일 미네소타 트윈스전에 메이저 리그에 데뷔하였다.

### 시카고 컵스 시절
2022년 시즌 종료 후 FA 자격을 취득하였고, 12월 17일에 시카고 컵스와 7년 1억 7700만 달러의 계약을 체결하였다.

## 사생활
댄즈비 스완슨은 2017년 12월부터 내셔널 위민스 사커 리그 시카고 레드 스타스 소속 여자 축구 선수인 맬러리 퓨와 데이트를 시작했다. 퓨와 스완슨은 2022년 12월 10일에 결혼했다.

## 수상 경력
- 2022년 내셔널 리그 골드글러브 유격수 부문
- 2022년 내셔널 리그 올스타